# Bartolomeo Tricomi
Bartolomeo Tricomi (* um 1630 in Messina; † 1709 ebenda) war ein italienischer Maler des Barocks auf Sizilien.

## Leben
Die Lebensstationen des Bildnismalers Tricomi liegen weitgehend im Dunklen. Seine Ausbildung bei Antonio Barbalonga in Messina gilt als sicher. Sein Mitschüler bei Barbalonga war Agostino Scilla. Die oftmals vertretene Annahme, dass Tricomi eine zusätzliche Ausbildung bei Domenichino in Neapel erhalten habe, ist zu verwerfen, da Domenichino bereits 1641 verstorben war. Er war der Lehrer von Andrea Suppa.